# 二十薔薇ノ推曲
『二十薔薇ノ推曲』（にじゅうばらのおしきょく）とは、日本のヴィジュアル系ロックバンド「jealkb」が開催する年に1度のランキング形式のライブ。

## 概要
2011年にその第一回目が開催された。題名通り、曲の人気ランキング上位20からカウントされ曲が披露される。この企画自体、ボーカルのhaderu（田村淳）や制作側などがAKB48の企画をリスペクト・パロディにしたもので、2011年8月6日に東京Shibuya O-EASTでその第一回が開催された。それに当たってかねてからjealkbオフィシャルサイト内でのファンなどによる集計が行われた。翌年からも年に一度のペースで開催される。

## ランキング

### 2011年
本企画ライブの第一回目。1位の曲はメインヴォーカルのhaderuではなく、ギターのedieeが歌う「ト或コイ」という結果となった。
| 順位 | 曲名                 | 収録                                      | リリース年 |
| ---- | -------------------- | ----------------------------------------- | ---------- |
| 1位  | ト或コイ             | メジャー2ndアルバム「Invade」収録         | 2011年     |
| 2位  | レジスタンス         | 音源未発表曲                              | —          |
| 3位  | 恋する日曜日         | 音源未発表曲                              | —          |
| 4位  | WILL                 | メジャー5thシングル                       | 2009年     |
| 5位  | Fly                  | メジャー2ndシングル                       | 2008年     |
| 6位  | baker baker paradox  | メジャー2ndアルバム「Invade」収録         | 2011年     |
| 7位  | 閉塞                 | メジャー8thシングル「傷心マキアート」収録 | 2010年     |
| 8位  | GET WELL             | 音源未発表曲                              | —          |
| 9位  | 殺気撩乱             | メジャー2ndアルバム「Invade」収録         | 2011年     |
| 10位 | Love Balance         | インディーズ1stシングル「metronome」収録  | 2006年     |
| 11位 | 花                   | メジャー3rdシングル                       | 2008年     |
| 12位 | 誓い                 | メジャー1stシングル                       | 2007年     |
| 13位 | ラビリンス           | 音源未発表曲                              | —          |
| 14位 | 恋心                 | メジャー2ndアルバム「Invade」収録         | 2011年     |
| 15位 | 隷従                 | メジャー3rdシングル「花」収録             | 2008年     |
| 16位 | ROLLING              | メジャー2ndアルバム「Invade」収録         | 2011年     |
| 17位 | HONEY                | 音源未発表曲                              | —          |
| 18位 | 恋傷                 | インディーズ2ndシングル                   | 2006年     |
| 19位 | ORANGE HERO          | 配信限定曲                                | 2008年     |
| 20位 | super special summer | メジャー7thシングル                       | 2011年     |

#### アンコール
| EN   | 曲名       | 収録                                 |
| ---- | ---------- | ------------------------------------ |
| EN.1 | jealize    | メジャー3rdアルバム「AGAINST」収録   |
| EN.2 | 堕落       | メジャー5thシングル「WILL」収録      |
| EN.3 | 妄想アメリ | メジャー2ndシングル「花」収録        |
| EN.4 | D.D.D      | インディーズ1stアルバム「ROSES」収録 |
| EN.5 | shell      | メジャー2ndシングル「Fly」収録       |

#### 勝手にランキング
原宿と巣鴨の街の人に聞き込み調査。
- 恋人にしたくないランキング → elsa（ドラム）
- メイクをおとしたらブサイクだと思うランキング → hideki（ヴァイオリン）
- ぶんなぐりたいラインキング → dunch（ベース）

### 2012年
本企画ライブの第二回目。この年の1位の曲はメインヴォーカルのhaderuが歌う「恋する日曜日」という結果となった。
| 順位 | 曲名                      | 収録                                      | リリース年 |
| ---- | ------------------------- | ----------------------------------------- | ---------- |
| 1位  | 恋する日曜日              | 音源未発表曲                              | —          |
| 2位  | ト或コイ                  | メジャー2ndアルバム「Invade」収録         | 2011年     |
| 3位  | Fly                       | メジャー2ndシングル                       | 2008年     |
| 4位  | 歪ミイズム                | メジャー2ndシングル「Fly」収録            | 2008年     |
| 5位  | 閉塞                      | メジャー8thシングル「傷心マキアート」収録 | 2010年     |
| 6位  | ドレミファ薔薇シド        | 音源未発表曲                              | —          |
| 7位  | DISCHARGE                 | メジャー1stアルバム「狼煙 -NOROSHI-」収録 | 2006年     |
| 8位  | HONEY                     | 音源未発表曲                              | —          |
| 9位  | Love Balance              | インディーズ1stシングル「metronome」収録  | 2006年     |
| 10位 | killss                    | インディーズ1stアルバム「ROSES」収録      | —          |
| 11位 | 傷心マキアート(JKB5 ver.) | メジャー8thシングル「傷心マキアート」収録 | 2010年     |
| 12位 | 虹の橋                    | メジャー3rdアルバム「AGAINST」収録        | 2011年     |
| 13位 | レジスタンス              | 音源未発表曲                              | —          |
| 14位 | snatch                    | インディーズ1stアルバム「ROSES」収録      | 2007年     |
| 15位 | 血湧                      | 音源未発表曲                              | —          |
| 16位 | 薔薇の棘と指先の血と      | インディーズ1stアルバム「ROSES」収録      | 2010年     |
| 17位 | キワダタサレタ美貌        | メジャー6thシングル「makemagic」収録      | —          |
| 18位 | 虚無感狂想曲              | メジャー3rdアルバム「AGAINST」収録        | 2011年     |
| 19位 | ORANGE HERO               | 配信限定曲                                | 2008年     |
| 20位 | makemagic                 | メジャー6thシングル                       | 2010年     |

#### メンバーの衣装
- haderu → 「WILL」
- ediee → 「Invade」
- dunch → 「嘆きのエンドレス」
- hideki → 「傷心マキアート」
- elsa → 「狼煙」